# Bong Revilla
José María Mortel Bautista (25 de septiembre de 1966, Manila), conocido popularmente como Ramón "Bong" Revilla, Jr. , o simplemente Bong Revilla. Es un actor, político y senador filipino. Su actual esposa, es la actriz Lani Mercado.

## Primeros años
En 1979, terminó la educación primaria en la Escuela de Jesús Buen Pastor en el Palico II, Imus, de Cavite. Aunque no ha documentado que terminó su educación secundaria en el Condado de Fairfax High School en Los Ángeles, California en los Estados Unidos, pero sí asistió a la escuela. 

## Actuación profesional
Revilla es conocido por sus numerosos papeles principales en películas de acción durante la década de 1980 y 1990. También participó en algunas películas al lado de su padre, Ramón Revilla. Recientemente, ha participado en una serie de comedia y películas relacionadas con los programas de televisión difundida por la cadena televisiva GMA-7. 

## En su carrera política

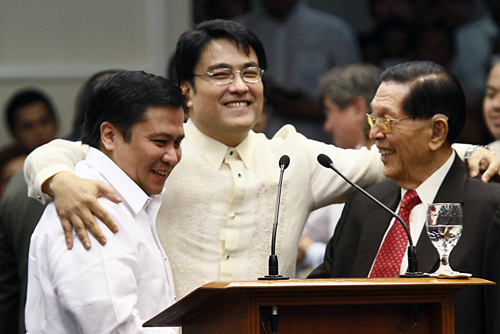
Bong Revilla, con colegas políticos

Como nativo de Cavite, hizo varias películas centradas en su provincia de origen. Revilla hizo también varias obras de caridad para la provincia a través de la Fundación RRJ Inc. Fue invitado por el exdirector de NBI Epimaco Velasco, un funcionariocomo del Vicegobernador de Cavite. En 1995 las elecciones locales, Velasco y Revilla ha ganado como gobernador y vicegobernador en Remullas Cavite, dominado en la escena política desde la década de 1980. 
En febrero de 1998, Velasco renunció como gobernador de Cavite, cuando fue nombrado como secretario de Interior y Gobierno Local del Senado que sustituye entonces candidato Robert Barberías. Revilla asumió como jefe execitive de la provincia. En mayo de 1998 las elecciones locales, el congresista Revilla fue derrotado en Cavite por Renato Dragón para el cargo de gobernador. En enero de 2001, se unió a la Revilla EDSA II Rally y pidió la dimisión del Presidente Joseph Estrada. Su participación fue un tema ampliamente utilizado en mayo de 2001 en las elecciones locales. El exgobernador Remulla su hijo y en el funcionamiento del Malisksi, Juanito Víctor "JonVic" Remulla ganó como vicegobernador. En 2002, la presidenta Gloria Macapagal Arroyo, Revilla fue nombrado como Presidente de la Junta Reguladora de Videogramas (ahora Junta de soporte óptico). Revilla se convirtió en una figura popular en la reducción de la piratería de medios ópticos de las Filipinas. Debido a sus esfuerzos, se le dio una placa de reconocimiento internacional para los esfuerzos contra la piratería de la Motion Picture Association of America el 23 de julio de 2003 y el Huwarang Lingkod Bayan Premio por la Liga de Consumidores de Filipinas Foundation, Inc., el 25 de octubre de 2003. En febrero de 2004, dimitió como Presidente de la VRB y recomendó Eduardo "Edu" Manzano en su reemplazo. Su padre, Ramón Revilla, terminó su mandato como senador el 30 de junio de 2004. Bong Revilla se postuló para el cargo de senador bajo la administración K-4 coalición. Ganó y recibió el segundo mayor número de votos desde en el electorado nacional. El 28 de marzo de 2007, se produjo un asalto a un autobús como rehenes en las Filipinas como un simulacro, con el fin de garantizar la seguridad de los estudiantes en el autobús.

## Premios
- Winner, Best Comedy Actor "Idol Ko Si Kap" - 2001 PMPC Star Awards for Television

## Programas de televisión
- Kap's Amazing Stories (2007 - Present), GMA-7
- Hokus Pokus (2005 - 2007), GMA-7
- Idol Ko si Kap (September 2000 - March 2004; June 2004 - 2005), GMA-7

## Filmografía
- Resiklo (2007)
- Kapag Tumibok ang Puso...Not Once but Twice (2006)
- Exodus: Tales from the Enchanted Kingdom (2005)
- Captain Barbell (2003)
- Bertud ng putik (2003)
- Ang Agimat, Anting-anting ni Lolo (2002)
- Kilabot at Kembot (2002)
- Mahal kita: Final answer! (2002)
- Minsan ko lang sasabihin (2000)
- Pepeng agimat (1999)
- Alyas Pogi 3: Ang Pagbabalik (1999) .... (Star Cinema Productions Inc).
- Ben Delubyo (1998)
- Onyok Tigasin (1997)
- Buhay mo'y Buhay ko rin (1997)
- Sabi mo Mahal mo ako Wala ng Bawian (1997)
- Yes Darling (1997)
- Kung Marunong Kang Magdasal Umpisahan mo na (1996)
- Pag-ibig ko sa iyo'y Totoo (1996)
- SPO4 Santiago (1996)
- Kuratong Baleleng (1995)
- Ang Titser kong Pogi (1995)
- Batas ko ang Katapat mo (1995)
- Pustahan Tayo Mahal mo ako (1995)
- Relax ka lang, Sagot kita (1994)
- Iukit mo sa Bala (1994) .... (Star Cinema & Megavision Films)
- Walang Matigas na Pulis sa Matinik na Misis (1994)
- Adan Ronquillo (1993)
- Ako Ang Katarungan Lt. Napoleon M. Guevarra (1993) .... (Seiko Films)
- Sala sa Init, Sala sa Lamig (1993) .... (Viva Films)
- Dugo ng Panday (1993)
- Pangako sa yo (1992) .... (Viva Films)
- Hanggang May Buhay (1992) .... (Bonanza Films)
- Manong Gang (1991) .... (Moviestars Production)
- Alyas Pogi 2 (1991) .... (Moviestars Production)
- Alyas Pogi: Birador ng Nueva Ecija (1990) .... (RRJ Productions)
- APO: Kingpin ng Maynila (1990) .... (LEA Productions)
- Leon ng Maynila Lt. Romeo Maganto (1990) .... (Diamond Films)
- Bala at Rosario (1990) .... (Vision Films)
- Urbanito Dizon (1990) .... (Double M Productions)
- Kapitan Jaylo Batas Sa Batas (1989) .... (Omega Releasing Organization Inc).
- Isang Bala Isang Buhay (1989) .... (Viva Films)
- Moises Platon (1989) .... (Cine Suerte)
- Florencio Dino: Public Enemy No. 1 (1989) .... (Bonanza Films)
- Chinatown: Sa Kuko ng Dragon (1988) .... (Four N Films)
- Lost Command (1988)
- Iyo Ang Batas Aking Ang Katarungan (1988).... (Double M Productions)
- Cordillera (1988) .... (LEA Productions)
- Alega Gang: Public Enemy No. 1 of Cebu (1988) .... (RRJ Productions)
- Anak ng Lupa (1987) .... (Viva Films)
- Boy Tornado (1987) .... (RRJ Productions)
- Isa lang ang Dapat Mabuhay (1986)
- Dongalo Massacre (1986) .... (First Films)
- Agaw Armas (1986)
- Anak ng Supremo (1986)
- Boboy Tibayan (1986)
- Cordillera (1986)
- Payaso (1986)
- Beloy Montemayor (1986)
- Isusumpa Mo Ang Araw Nang Isilang Ka (1985)
- Celeste Gang (1985)
- Sa Dibdib ng Sierra Madre (1985)
- Pieta, Ang Ikalawang aklat (1984)
- Dugong Buhay (1983)
- Bong Vs. Kira Ang Pagbaha ng Dugo
- Gulapa (Ang barakong mayor ng Maragondon) (1977) - as Ramon Revilla Jr.
- Bergado (Terror of Cavite) (1976) - as Ramon Revilla Jr.
- Kapitan Eddie Set: Mad Killer of Cavite (1974) - as Ramon Revilla Jr.